# Méthylaspartate ammonia-lyase
La méthylaspartate ammonia-lyase est une lyase qui catalyse la réaction :
L-thréo-3-méthylaspartate  {\displaystyle \rightleftharpoons }  mésaconate + NH3.
Cette enzyme utilise le cobamide (en) comme cofacteur.